# Vasilij Osipovič Ključevskij
Vasilij Osipovič Ključevskij (in russo Василий Осипович Ключевский?; Voskresenovka, 28 gennaio 1841 – Mosca, 25 maggio 1911) è stato uno storico russo del periodo tardo imperiale, che nei suoi scritti ha affrontato la questione economica russa.

## Biografia
Figlio di un prete del villaggio, Ključevskij studiò all'Università di Mosca sotto Solov'ëv, alla cui cattedra successe 1878. Le sue prime importanti pubblicazioni furono un articolo sulle attività economiche del Monastero di Solovki ed una tesi sull'agiografia medievale russa.
Ključevskij fu il primo storico russo che spostò l'attenzione dalle problematiche politiche e sociali russe per focalizzarsi sulle potenzialità economiche. Si interesso in particolare al processo di colonizzazione pacifica della Siberia e dell'Estremo Oriente. Ha pubblicato il suo lavoro più importante sulla Duma in cui spiegava la sua visione di uno Stato come risultato della collaborazione di diverse classi sociali. 
Nel 1889 venne selezionato presso l'Accademia russa delle Scienze. Sebbene le sue lezioni fossero molto popolari tra gli studenti dell'Università di Mosca, solo alcuni dei suoi lavori erano destinati alla pubblicazione, ad esempio, una manciata di biografie di "uomini rappresentativi", tra cui Andrej Kurbskij, Afanasij Ordin-Naščokin, Fëdor Rtiščev, Vasilij Galicyn e Nikolaj Novikov. 

L'ultimo decennio della sua vita lo dedicò alla preparazione della versione stampata delle sue lezioni. Inoltre, egli si interessò e si unì al Partito Democratico Costituzionale. Maksim Gor'kij registra la seguente citazione di Lev Tolstoj.
«Karamzin ha scritto per lo zar, Solov'ëv ha scritto in modo lungo e noioso e Ključevskij ha scritto per il proprio piacere.»

## Commemorazioni
- Nel febbraio 1966, 125 ° anniversario della nascita di Ključevskij, una delle strade di Penza, Ulica Popovka, dove il futuro storico trascorse l'infanzia e la giovinezza (1851-1861), fu ribattezzata Ulica Ključevskogo;
- Nel 1991, dal Minor Planet Center dello Smithsonian Astrophysical Observatory (USA), fu scoperto il piccolo pianeta n. 4560, che prese il nome da Ključevskij in quanto ricorreva il 150º anniversario della sua nascita;
- Sempre nel 1991, a Penza, in via Ključevskogo 66, è stato aperto il VO Ključevskij (Casa museo). Il museo è ospitato in due case di legno. Comprende una casa commemorativa in cui lo storico visse dal 1851 al 1861 e la casa dei suoi vicini, gli Ševirev, che era nelle immediate vicinanze dell'abitazione. Entrambe le case erano collegate da un passaggio interno che consentiva la creazione di un'unica esposizione museale. Al suo interno viene mostra la vita della famiglia Klyuchevsky durante gli anni della loro vita a Penza;
- Nel 150º anniversario della nascita di Ključevskij, nel suo villaggio natale di Voskresenovka, distretto di Penza, sono stati posizionati un busto e una targa commemorativa sul territorio di una scuola rurale;
- A partire dal 1994 il Presidio dell'Accademia delle scienze russa ha istituito il Premio VO Ključevskij per i suoi contributi nel campo della storia russa;
- L'11 ottobre 2008 è stato costruito a Penza un monumento a Ključevskij(dallo scultore V. Y. Kuznetsov). Il monumento è una statua in bronzo montata su un piedistallo prefabbricato[4];
- Nel 175º anniversario di Ključevskij, il 16 dicembre 2016, l'Assemblea legislativa di Penza Oblast ha deciso di assegnare il suo nome alla scuola secondaria di Penza[5];
- Il 14 novembre 2018, a Penza, sull'edificio dell'ex scuola teologica, in cui VO Ključevskij ha studiato al Seminario Teologico di Penza (il seminario si trovava temporaneamente in questo edificio dopo l'incendio del 1858) e che ora è trasformato in Dipartimento di Odontoiatria dell'Università Statale di Penza, c'è una targa commemorativa a lui dedicata (dallo scultore V. Y. Kuznetsov);
- Nel 1991, 150º anniversario della sua nascita, venne emesso il francobollo a lui dedicato[6];
- In occasione del 170° dalla sua nascita, nel 2011, l'ufficio postale russo ha emesso una cartolina raffigurante il monumento a lui dedicato creato dallo scultore V. Yu. Kuznetsov a Penza[7] e una busta postale raffigurante la casa-museo di Klyuchevsky a Penza[8], oltre a un timbro postale speciale[9];
- In occasione del 175º anniversario della sua nascita, nel 2016, sempre l'ufficio postale, ha emesso un francobollo[10] e una busta postale[11], oltre a tre timbri postali speciali[12][13][14].

## Traduzioni in inglese
- A History of Russia, (5 volumi), JM Dent / EP Dutton, Londra / NY, 1911. da Archive.org
- Peter the Great, Beacon Press, Boston, 1984.
- Rise of the Romanovs, Barnes & Noble, 1993.
- Due esempi della sua prosa possono essere trovati in Crimean-Nogai Raids # Historians on the Tatar Raids

## Letture successive
- Cracraft, James. "Kliuchevskii su Pietro il Grande." Studi slavi canadesi-americani 20.4 (1986): 367-381.
- Mazour, Anatole G. "VO Kliuchevsky: The Making of a Historian", Russian Review, vol. 31, n. 4. (Ottobre 1972), pagg. 345–359.
- Mazour, Anatole G. "VO Kliuchevsky: The Scholar and Teacher", Russian Review, vol. 32, n. 1. (Gennaio 1973), pagg. 15–27.
- Vasily Klyuchevsky. "Il corso della storia russa",ISBN 5-244-00072-1, В.О. Ключевский. Курс русской истории. Оглавление (in russo)
- Vlasov VA, Vishnyovskiy KD, "Encyclopedia of Penza",ISBN 5-85270-234-X . (2001), pagg. 240–241. (in russo)